# Besittningsrätt
Besittningsrätt kallas en nyttjanderätt som upplåts på bestämd eller obestämd tid. Hyra av bostad kan under vissa förutsättningar ge besittningsskydd. Uttrycken besittningsrätt och besittningsskydd används även av jurister ibland omväxlande om samma saker, men bör egentligen inte förväxlas.